# Hôtel de Sade (Saint-Rémy-de-Provence)

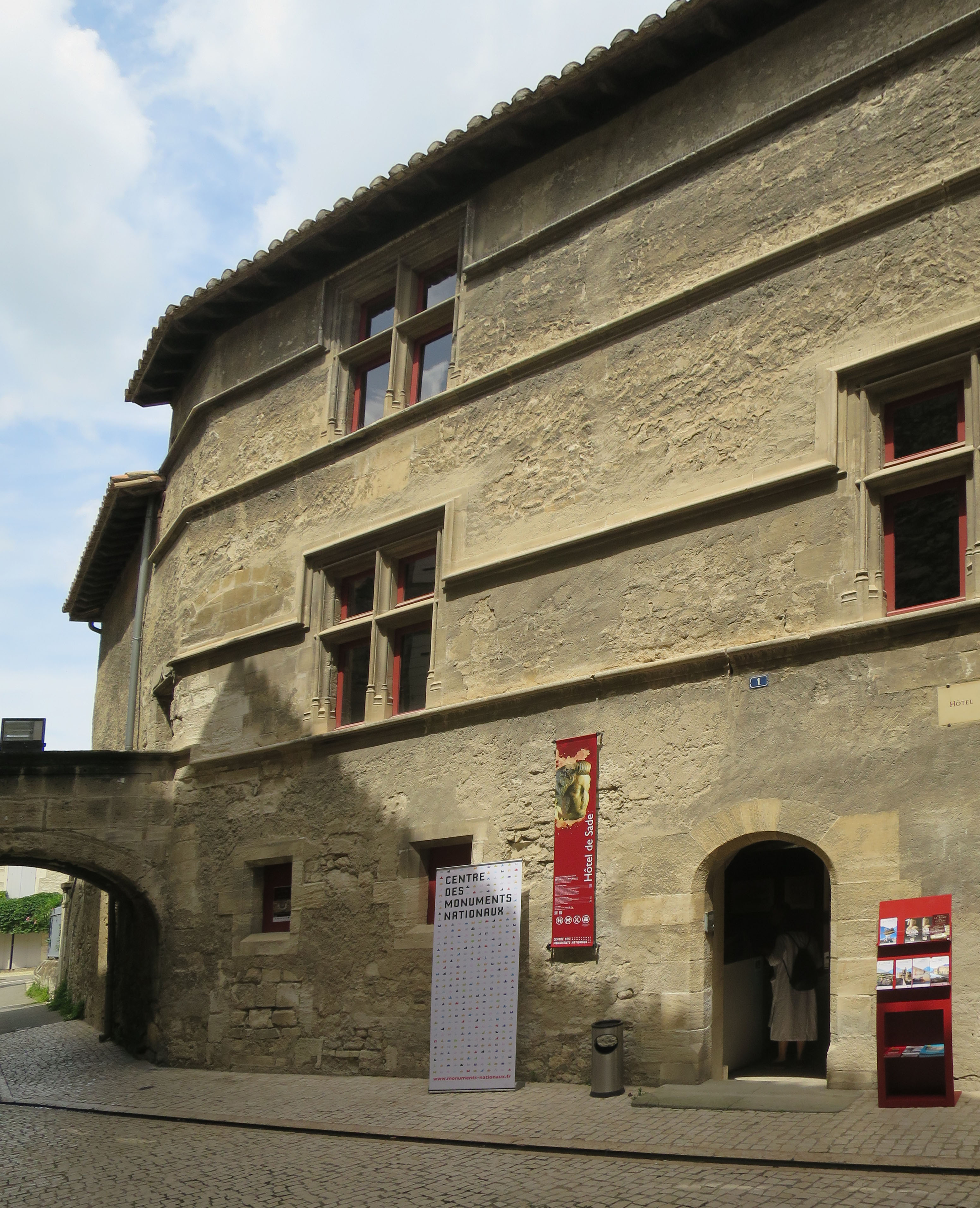
Straßenfassade des Hôtel de Sade

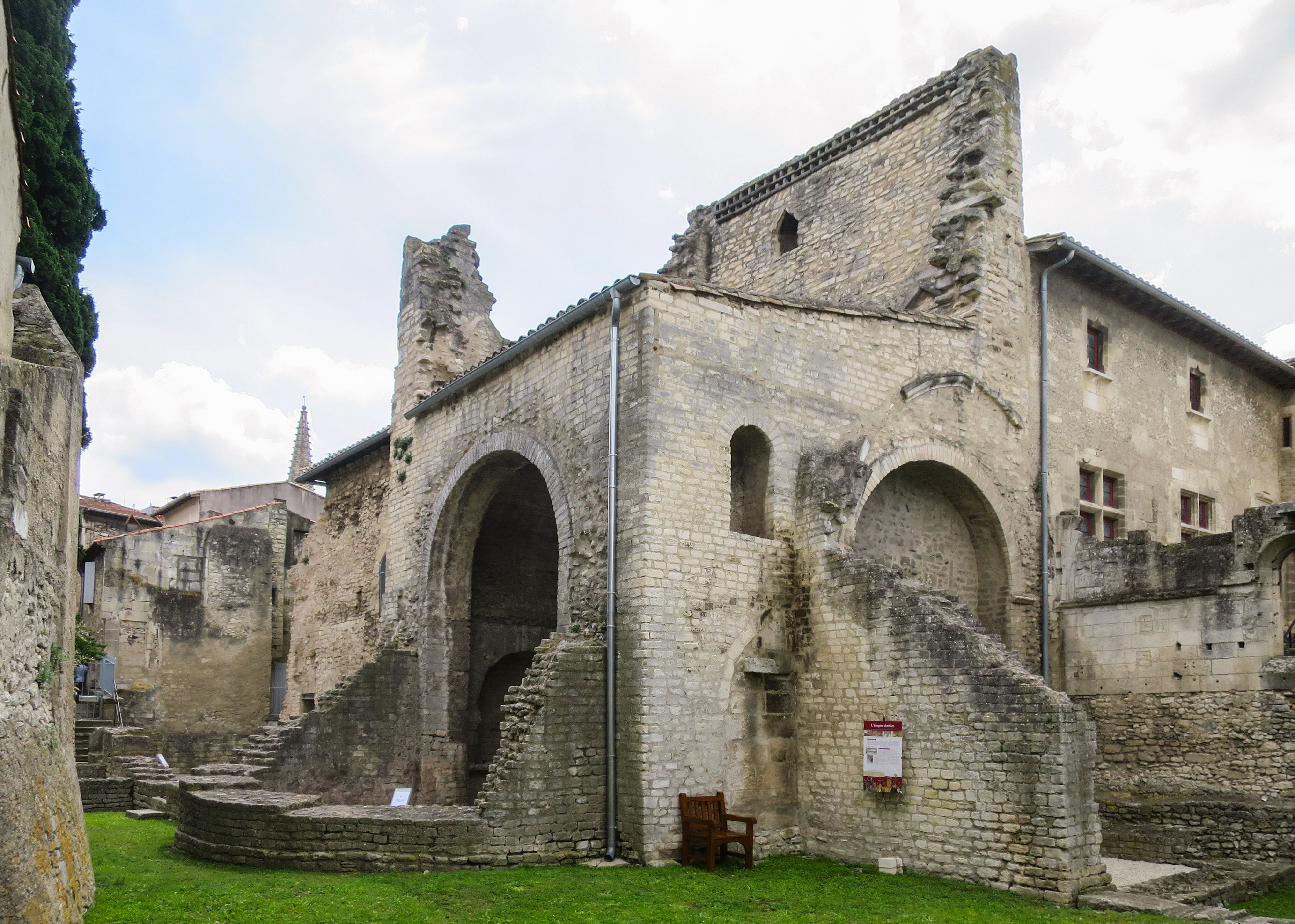
Reste der römischen Thermen an der Rückseite des Gebäudes

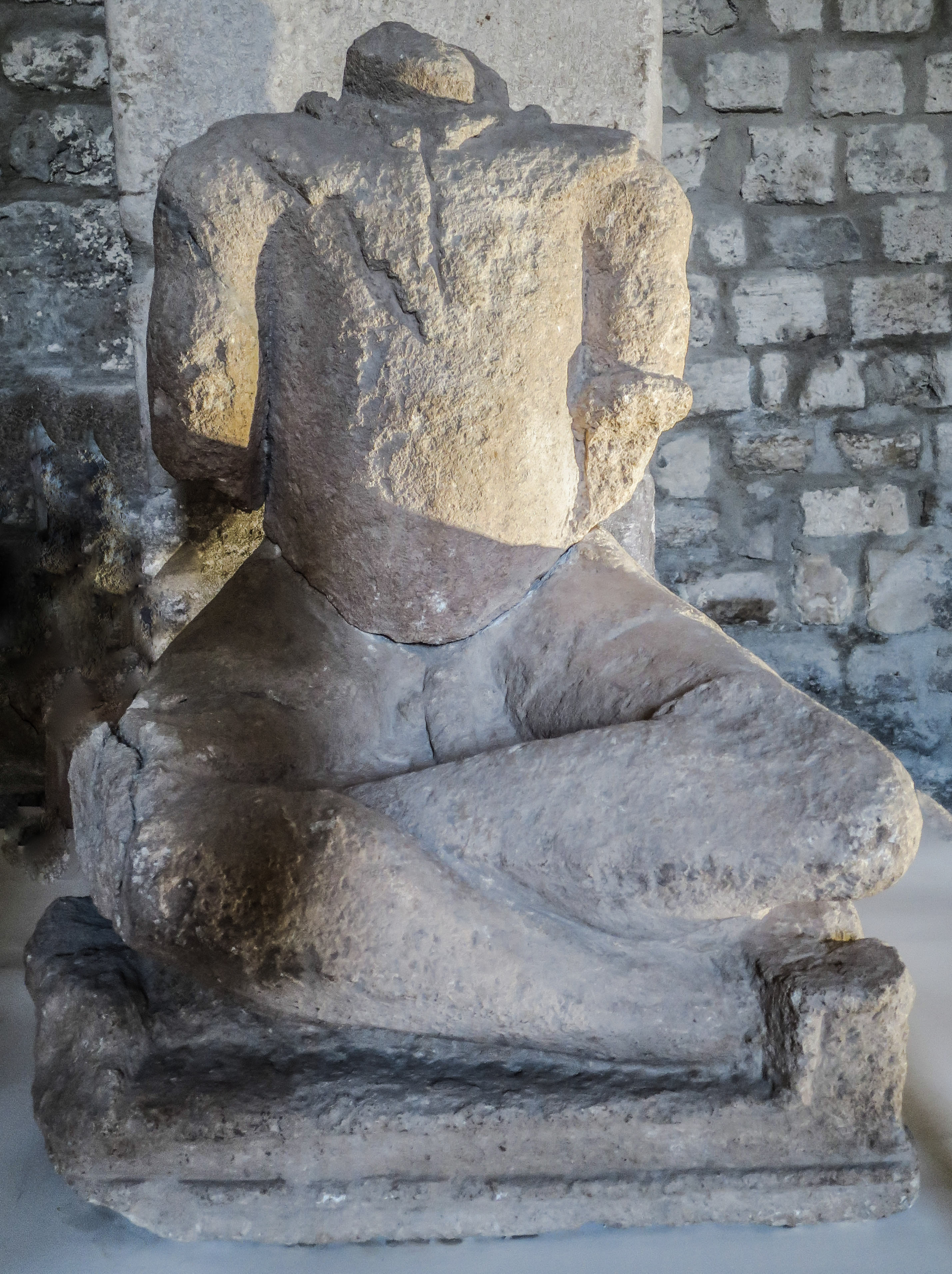
Figur eines sitzenden Kelten

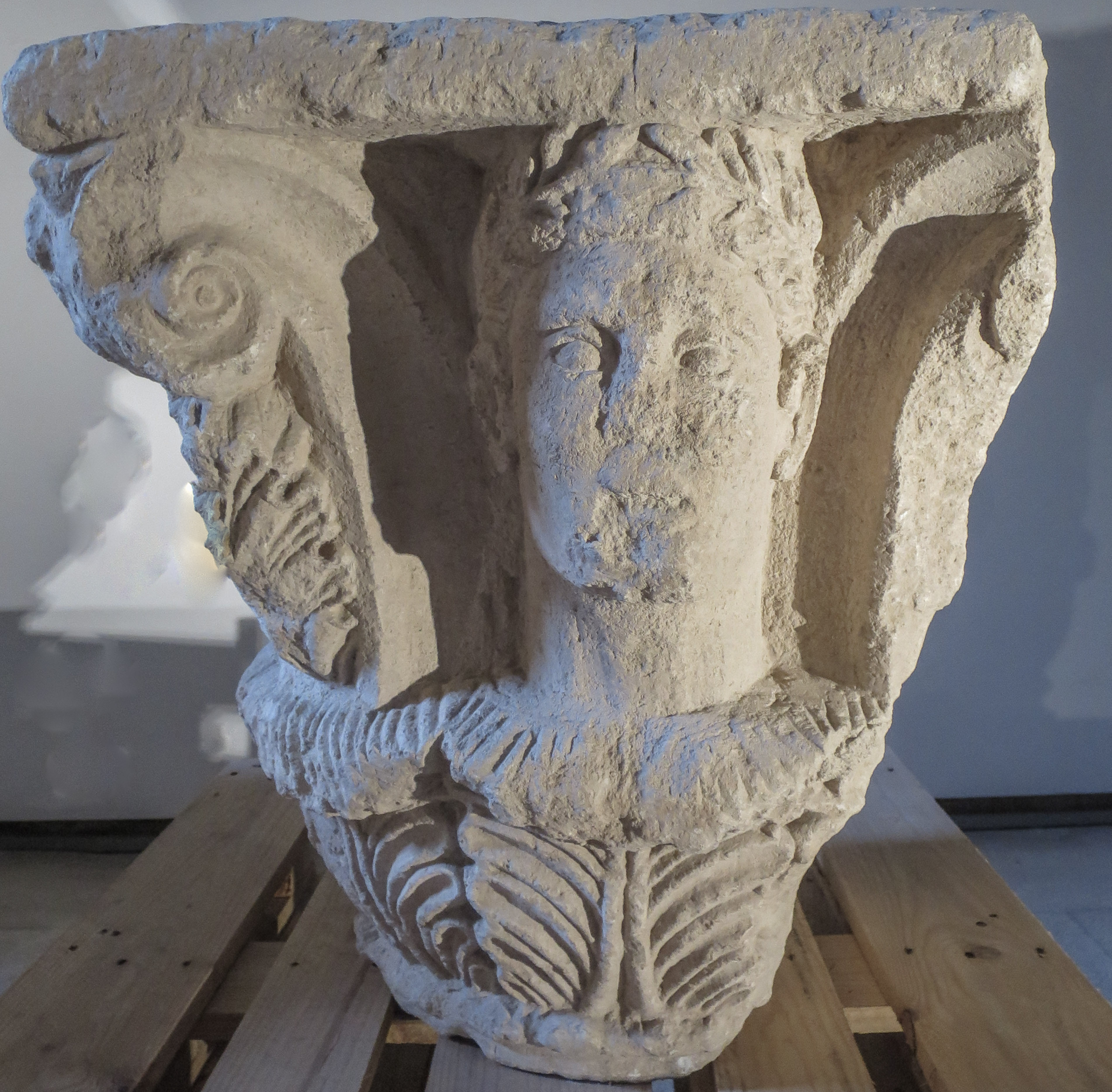
Kapitell mit figürlicher Dekoration aus Glanum

Das Hôtel de Sade war die Stadtresidenz der gleichnamigen Familie in Saint-Rémy-de-Provence und ist heute ein archäologisches Museum.

## Gebäude

### Geografische Lage
Das Hôtel de Sade liegt im historischen Zentrum von Saint-Rémy-de-Provence, an der Stelle, an der sich die römischen Thermen der antiken Vorgängersiedlung heutigen Stadt befanden.

### Geschichte
Im Mittelalter errichtete die adelige Familie de Sade aus Avignon in Saint-Rémy ein Stadtpalais. Die damals noch weitgehend aufrecht stehenden Ruinen der römischen Thermen wurden zum Teil in das Gebäude einbezogen. Es wurde in den folgenden Jahrhunderten mehrfach umgebaut, so dass es heute neben den römischen auch Gebäudeteile aus der Gotik und der Renaissance gibt. Der überwiegende Teil der Anlage stammt aus dem 15. Und 16. Jahrhundert. Sie ist etwa 2000 m² groß.
Seit 1926 steht das Gebäude unter Denkmalschutz. 1941 kaufte der Staat das Gebäude. Nachdem für die zahlreichen Funde der archäologischen Ausgrabungen im benachbarten Glanum und andere archäologische Funde aus Stadt und Region nach einem Ausstellungsort gesucht wurde, fiel die Wahl auf das Gebäude.

## Archäologisches Museum
Ab 1968 wurde das archäologische Museum abschnittsweise eröffnet. 2004 musste es aufgrund von Schäden am Gebäude geschlossen werden. Erst 2015 konnte es nach einer Sanierung in Teilen wieder geöffnet werden und erst seit Sommer 2018 ist es wieder insgesamt zugänglich. Seitdem das Gebäude in Staatseigentum über ging, wurden auch zunehmend die römerzeitlichen Teile der Anlage aus den späteren Überbauungen herauspräpariert und sind heute als Teil der Ausstellung zu besichtigen.
Wichtige Ausstellungsobjekte der Sammlung sind:
- Sitzstatuen aus Glanum mit noch erhaltener, farbiger Bemalung, die Männer mit wohl aristokratischer, keltischer Ausstattung darstellen.[9]
- Ebenfalls aus Glanum: Mehrere Säulenkapitelle mit figürlichen Darstellungen – sehr selten in der Antike –, die ebenfalls keltische Adelige oder Götter zeigen.[10]